# Gagrella satoi
Gagrella satoi is een hooiwagen uit de familie Sclerosomatidae.